# 三重県道504号桑名港線
三重県道504号桑名港線（みえけんどう504ごう くわなこうせん）は、三重県桑名市を通る一般県道である。

## 概要
桑名市大字立田町から桑名市中央町4丁目に至る。

### 路線データ
- 起点：桑名市大字立田町
- 終点：桑名市中央町4丁目（中央町交差点、国道1号交点）

## 歴史
- 1959年（昭和34年）1月25日 - 三重県告示第17号の2により認定される。

## 地理

### 通過する自治体
- 桑名市

### 交差する道路
| 交差する道路            | 交差する場所 | 交差する場所        |
| ----------------------- | ------------ | ------------------- |
| 国道23号                | 大字地蔵     | [ 注釈 1 ]          |
| 三重県道613号福島城南線 | 外堀         | 桑名港交差点        |
| 国道1号                 | 中央町4丁目  | 中央町交差点 / 終点 |

### 沿線
- 桑名市城東まちづくり拠点施設
- 貝塚公園
- 桑名三重信用金庫本店
- 百五銀行桑名支店
- くわなメディアライヴ（桑名市立中央図書館）
- 桑名郵便局